# Enzo Jannacci
Enzo Jannacci (n. 3 iunie 1935, Milano - d. 29 martie 2013, Milano) a fost un cântăreț, muzician, compozitor, și actor italian.

## Biografie
Jannacci s-a născut în orașul Milano, din regiunea Lombardia (nordul Italiei). O parte din creațiile sale sunt în dialect lombard milanez. A murit pe data de 29 martie 2013, în 77 de ani, din cauza unei tumoare oasele    

## Discografie
- 1964 – La Milano di Enzo Jannacci (Jolly LPJ 5037)
- 1965 – Enzo Jannacci in teatro (live Jolly LPJ 5043)
- 1966 – Sei minuti all'alba (Jolly LPJ 5071)
- 1968 – Vengo anch'io. No, tu no (ARC ALPS 11007)
- 1968 – Le canzoni di Enzo Jannacci (Dischi Ricordi MRP 9050
- 1970 – La mia gente (ARC ALPS 11021)
- 1972 – Giorgio Gaber e Enzo Jannacci (Family)
- 1972 – Jannacci Enzo (RCA Italiana, PSL 10539)
- 1975 – Quelli che... (Ultima Spiaggia, ZLUS 55180)
- 1976 – O vivere o ridere (Ultima Spiaggia, ZLUS 55189)
- 1977 – Secondo te...Che gusto c'è? (Ultima Spiaggia, ZPLS 34027)
- 1979 – Fotoricordo (Ultima Spiaggia, ZPLS 34075)
- 1980 – Ci vuole orecchio (Dischi Ricordi SMRL 6266)
- 1980 – Nuove registrazioni (Dischi Ricordi-Orizzonte ORL 8430)
- 1981 – E allora...Concerto (Dischi Ricordi SMRL 6282)
- 1983 – Discogreve (Dischi Ricordi SMRL 6302)
- 1983 – Ja-Ga Brothers (CGD)
- 1985 – L'importante (DDD)
- 1987 – Parlare con i limoni (DDD)
- 1989 – Se me lo dicevi prima e altri successi (DDD)
- 1989 – 30 anni senza andare fuori tempo (live, DDD)
- 1991 – Guarda la fotografia (DDD)
- 1994 – I soliti accordi (DDD)
- 1998 – Quando un musicista ride
- 2001 – Come gli aeroplani
- 2003 – L'uomo a metà
- 2005 – Milano 3 June 2005
- 2006 – The Best 2006

## Filmografie
- 1964 – La vita agra
- 1967 – Quando dico che ti amo
- 1970 – Le coppie
- 1972 – L'udienza
- 1982 – Il mondo nuovo
- 1983 – Scherzo del destino in agguato dietro l'angolo come un brigante da strada
- 1997 – Figurine
- 2010 – La bellezza del somaro

## Notițe
1. 1 2  Enzo Jannacci, Find a Grave, accesat în 9 octombrie 2017
2. 1 2  Enzo Jannacci, Autoritatea BnF
3. ↑  Enzo Jannacci, Discogs, accesat în 9 octombrie 2017
4. 1 2  Enzo JANNACCI, Dizionario Biografico degli Italiani, accesat în 9 octombrie 2017
5. 1 2  „Enzo Jannacci”, Internet Movie Database, accesat în 13 august 2015
6. ↑  Find a Grave, accesat în 3 mai 2024
7. ↑  Moraschini, Stefano (30 mai 2003), Enzo Jannacci. Vengo anch'io, no tu no (în italiană), Biografieonline
8. ↑  „copie arhivă”. Arhivat din original la 5 martie 2016. Accesat în 25 februarie 2016.